# Joseph Sweeney
Joseph Sweeney (26. juli 1884 – 25. november 1963) var en amerikansk filmskuespiller. Han var nok bedst kendt for sin rolle i filmen 12 vrede mænd fra 1957.